# انجیر ربابی
انجیر رُبابی (نام علمی: Ficus lyrata) نام یک گونه از سرده انجیر است.